# Boettcheria parkeriana
Boettcheria parkeriana är en tvåvingeart som beskrevs av Guilherme A.M.Lopes 1976. Boettcheria parkeriana ingår i släktet Boettcheria och familjen köttflugor. Inga underarter finns listade i Catalogue of Life.